# Ильинский, Павел Васильевич (гребец)
Павел Васильевич Ильинский (род. 25 июня 1944, Ленинград) — советский гребец и российский тренер. Мастер спорта СССР международного класса. Отличник физической культуры.
Мать в 1936 году участвовала в четырёхмесячном шлюпочном марафоне Кронштадт — Севастополь. Павел играл в баскетбол. Защищал цвета команды «Светлана». Имел второй разряд. Его первым тренером в академической гребле стал Вольдемар Дундур. После года тренировок он стал чемпионом СССР среди юношей.
Учился в Ленинградском кораблестроительном институте. Двукратный чемпион СССР (1968, 1970). Член сборной СССР с 1966 по 1973 год. Вице-чемпион мира 1966 года (Югославия) в составе восьмёрки. Участвовал в Олимпийских играх 1968 года в Мехико, где занял 11 место в четвёрке распашной без рулевого.
После завершения спортивной карьеры около двух лет являлся директором гребной базы «Динамо». В 1976 году перешёл на тренерскую работу. Имел опыт работы в Китае. Среди его воспитанников — Владислав Рябцев и Александра Фёдорова.
Супруга — Татьяна Ильницкая — гребчиха. Имеет дочь.